# Димитрий (Биакай)
Архимандри́т Дими́трий (в миру Исмаи́л Алекса́ндрович Биака́й; 18 февраля 1908, Киев — 21 августа 1985, Елеонская гора) — архимандрит Русской православной церкви заграницей, начальник Русской духовной миссии в Иерусалиме (1951—1968).

## Биография
Родился 18 февраля 1908 года в Киеве; его мать была с Украины, а отец был татарином, служившим офицером в царской армии.
Имел незаконченное среднее образование. Богословского образования не получил, но обладал обширными знаниями в области истории Церкви и религии. Женат не был.
По данным епископа Серафима (Иванова), «состоял долгое время близким доверенным лицом у покойного ныне схиархиепископа Антония, проживавшего на покое в Киеве». До поступления в Киево-Печерскую лавру находился на гражданской службе и одновременно состоял келейником и личным секретарём схиархиепископа Антония.
16 ноября 1941 года схиархиепископом Антонием (Абашидзе) пострижен в монашество с именем Димитрий в честь святителя Димитрия Ростовского.
21 ноября 1941 года монах Димитрий был принят в Лавру и назначен письмоводителем «с оставлением на послушании у схимоархиепископа».
8 декабря 1941 года хиротонисан во иеродиакона, а 26 декабря — во иеромонаха.
3 марта 1942 года иеромонах Димитрий был назначен правителем дел. Скорее всего, речь идет о канцелярии, о процессе документооборота Киево-Печерской лавры.
В том же году был назначен членом Духовного собора лавры — органа для решения вопросов жизни монашеской обители.
24 июня 1942 года награждён набедренником, а 3 мая 1943 года — наперсным крестом.
Вслед за архиепископом Пантелеимоном (Рудыком), управляющим Киевской епархией, эвакуировался при наступлении Красной армии.
16 марта 1944 года архиепископом Пантелеимоном (Рудыком) был возведён в сан игумена с возложением палицы.
После войны оказался в Вендлингене-ам-Некаре, где были устроены церковь в честь Владимирской иконы Божией Матери и церковные мастерские. Был клириком Вендлингенской общины.
1 октября 1946 года Архиерейский синод РПЦЗ в Мюнхене по представлению митрополита Серафима (Ляде) постановил возвести игумена Димитрия в достоинство архимандрита «во внимание к усердному служению его Святой Церкви». 21 сентября того же года в Вендлингенском православном храме епископом Феодором (Рафальским) за Божественной Литургией был возведён в сан архимандрита.
30 июня 1949 года назначен настоятелем прихода во имя святителя Николая в Штутгарте. Архимандрит Димитрий совершил первое богослужение в Свято-Николаевской церкви 10 июля. Прихожане Штутгарта полюбили о. Димитрия и высоко ценили его как священника, как духовника, как настоятеля.
2 апреля 1950 году митрополит Серафим и игумен Георгий подписали документ «Канонический отпуск» для служения в Русской духовной миссии в Иерусалиме.
По воспоминаниям архиепископа Серафима (Иванова), архимандрит Димитрий принял Миссию «в очень печальном состоянии. Источников для её существования почти никаких уже не было, ибо всё, что приносило доход, осталось в Израиле. От мужского иноческого состава Миссии осталось только несколько человек, а вместе с тем необходимо было обслуживать три монастыря и ряд приписных храмов, защищать с правовой стороны миссийное достояние, драгоценнейшее в духовном отношении, хотя и не приносящее материальных ценностей. Ведь даже в арабской зоне имеется около 25 земельных участков в весьма важных в церковно-историческом отношении местностях».
Сохранились сведения, что первое время по прибытии в Иерусалим отец Димитрий поселился в Гефсимании и служил духовником Гефсиманской женской обители и Вифанской общины Воскресения Христова, а также был настоятелем храма святой Марии Магдалины. В Гефсимании отец Димитрий занимал отдельный маленький домик из двух комнат и кухни.
Уже после своего назначения в должность начальника Миссии отец Димитрий, вероятно, к Рождественским праздникам 1952 года переселился на Елеон, где тогда жили и другие члены Миссии, изгнанные из основного здания возле Троицкого собора в Иерусалиме. Елеонский Вознесенский монастырь, располагавший после войны свободными помещениями и келиями, официально стал местопребыванием архимандрита Дмитрия (Биакая) и возглавляемой им штаб-квартиры Миссии. Он получил рабочий кабинет и келью в «Доме Начальника Русской духовной миссии», называемом сестрами «Архимандричьим домом» и находившемся в глубине монастырской территории.
В последние годы жизни о. Димитрий очень болел, потерял зрение и поэтому носил черные очки. Врачи ещё в 1950-е годы обнаружили у него прогрессировавший сахарный диабет, а позже — глаукому, поразившую зрительный нерв, из-за которого его зрение резко упало, потом наступила слепота. Вернуть зрение отцу Димитрию врачам не удалось: по заключению нескольких независимых медиков, его слепота имела необратимый характер. Из-за тяжелой болезни отец Димитрий уже не мог далее управлять делами Русской духовной миссии, и в 1968 году пост и все документы миссийского начальника он передал прибывшему на Елеон архимандриту Антонию (Граббе), а сам остался в составе братии Русской духовной миссии в Иерусалиме.
Несмотря на свои немощи, отец Димитрий никогда не пропускал богослужения в храме, куда под руки водили его келейница — матушка Аполлинария или другие сестры. А когда в конце жизни он тяжело занемог, то просил вычитывать ему службу в его келье.
Скончался 21 августа 1985 года возрасте 77 лет на Елеонской горе. Могила его находится в нескольких метрах от алтаря главного храма русского Вознесенского женского монастыря на горе Елеон в Иерусалиме.